# Ants Laikmaa tänav
La rue Ants Laikmaa (estonien : Ants Laikmaa tänav) est une rue de Tallinn en Estonie.

## Présentation
La rue Ants Laikmaa est une rue du centre-ville dans les quartiers de Südalinn et Kompassi.
La rue part à l'intersection de la rue Narva maantee et de la rue Hobujaama tänav, en direction du sud, traverse la rue Gonsiori tänav et continue jusqu'à Rävala puiestee, où la rue se termine après un parcours de 360 mètres.
La rue porte le nom du peintre Ants Laikmaa (et).

## Lieux et monuments de la rue
| #  | Image | Nom                          |
| -- | ----- | ---------------------------- |
| 2  |       | Tallinna Kaubamaja           |
| 5  |       | Tallink City Hotel           |
| 6  |       | Viru Keskus                  |
| 13 |       | City Plaza Tallinn           |
| 15 |       | Maison de l'Union européenne |